# Natalie von Herder
Natalie von Herder (* 30. Mai 1802 in Weimar; † 22. Mai 1871 ebenda) war eine deutsche Schriftstellerin.

## Leben
Die Eltern waren Henriette von Herder geb. Schmidt (1775–1837), und der Mediziner Gottfried von Herder, der Leibarzt der Großherzogin von Weimar. Ihr Großvater war der Dichter, Theologe und Philosoph Johann Gottfried von Herder, der sie auch taufte. Ihr Vater starb, als sie vier Jahre alt war. Ihre Mutter heiratete 1811 Christian Gottlob von Voigt den Jüngeren, der nach einer Verhaftung durch die Franzosen erschossen werden sollte, dann zwar freikam, aber kurz nach seiner Entlassung 1813 starb. In Weimar verkehrte sie im Haus von Johann Wolfgang von Goethe und war mit der Schriftstellerin Johanna Schopenhauer, der Mutter des Philosophen Arthur Schopenhauer und der Schriftstellerin Adele Schopenhauer, befreundet, die während ihrer Weimarer Jahre wöchentliche Teegesellschaften im Literarischen Salon gab. Sie lebte später für mehrere Jahre bei ihrem Onkel August von Herder in Freiberg, wonach sich Aufenthalte in Bayreuth, Nürnberg und Augsburg anschlossen, bevor sie 1833 nach Weimar zurückkehrte.
Selbst hatte sie sich als Schriftstellerin durch die Herausgabe von Modezeitungen einen Namen gemacht, in denen sie auch eigene Werke veröffentlichte. Vorwiegend schrieb sie Lyrik, die im Zusammenhang mit einem Gedicht über ihren Großvater in der Neuen Jenaischen Allgemeinen Literatur-Zeitung als geistreich gewertet wurde. Der Komponist Ferdinand Gottfried Baake vertonte 1820 ihr Gedicht Den Manen Hummels. Henriette von Herder war neben Adele Schopenhauer, Friedrich de La Motte Fouqué, Karl Ludwig von Knebel, Friedrich von Müller, Marianne von Willemer, Carl Friedrich Zelter, und vielen weiteren Schriftstellern, Künstlern und Publizisten ihrer Zeit Mitarbeiterin der von Ottilie von Goethe ab 1829 herausgegebenen Zeitschrift Chaos, für die Johann Wolfgang von Goethe eigene Beiträge leistete und auch Korrekturen übernahm. Von Herders 1837 herausgegebenes Buch Familienszenen und bunte Bilder aus Lottchens Tagebuch wurde von ihrem Verleger Bernhard Friedrich Voigt als „treffliche Jugendschrift“ bezeichnet. Ab 1844 gab sie das Journal für moderne Stickerei und weibliche Handarbeiten heraus.

## Werke (Auswahl)

### Gedichte

#### Gedichtsammlung
- Natalie von Herder. Gedichte. Jansen, Weimar 1853.

#### Einzelne Gedichte
(Quelle: Zeitung für die elegante Welt)
- Die Tropfen
- Die Entstehung der Liebe
- An den Mond

(Quelle: Die Deutsche Gedichte-Bibliothek)
- Das A. B. C. des Lebens
- Das bleiche Bild
- Das Kind und der Weise
- Der Unterschied
- Die Federn
- Die Führer durch’s Leben
- Die Unvermählten
- Guide durch die Zimmer von Frau v. G....e
- Kalenderreime
- Räthsel

(Quelle: Deutsche Liebeslyrik)
- Das Herz
- Narzissa

### Prosa
- Familienszenen und bunte Bilder aus Lottchens Tagebuch. Ein Weihnachtsgeschenk für Knaben und Mädchen von 10 bis 14 Jahren. Bernhard Friedrich Voigt, Weimar 1837.

### Herausgeberschaft
- Journal für moderne Stickerei und weibliche Handarbeiten. Ab 1844.
- Album für weiße und bunte Häkel- und Filet-Arbeiten.[14]

## Vertonung
- Den Manen Hummels, gedichtet von Natalie von Herder, komponiert für eine Singstimme mit Begleitung des Pianoforte von Ferdinand Gottfried Baake, 1820, Digitalisat der Staatsbibliothek zu Berlin.